# Melchor Ocampo, México
Melchor Ocampo là một đô thị thuộc bang México, México. Năm 2005, dân số của đô thị này là 37706 người.